# Lyrurus mlokosiewiczi
Il fagiano di monte del Caucaso (Lyrurus mlokosiewiczi) è un grosso uccello della sottofamiglia dei tetraoni. È strettamente imparentato con il fagiano di monte eurasiatico.
Il nome scientifico di questo uccello commemora il naturalista polacco Ludwik Mlokosiewicz.

## Distribuzione e habitat
Il fagiano di monte del Caucaso è una specie stanziale che vive sui monti del Caucaso e in Turchia nord-orientale sui pendii aperti ricoperti da bassi cespugli di Rhododendron o di altri arbusti. Quest'uccello agli inizi della primavera si riunisce in piccoli gruppi, chiamati lek.

## Descrizione
Come molti gallinacei, il maschio è più grande della femmina, misurando 50–55 cm di lunghezza rispetto ai 37–42 cm della compagna. Il maschio è molto caratteristico, con il piumaggio tutto nero, escluse le sopracciglia rosse, e una lunga coda molto forcuta. Diversamente dal maschio del fagiano di monte, è quasi muto, ma emette un tenue fischiettio con le ali durante il corteggiamento. La femmina di fagiano di monte del Caucaso è grigia con striature scure.

## Biologia
La femmina emette un richiamo simile a un chiacchiericcio. Depone fino a 10 uova in una depressione del terreno e si assume tutte le responsabilità della nidificazione e dell'allevamento dei pulcini, come avviene in tutti i gallinacei.